# Salvador Sadurní
Salvador Sadurní Urpí (L'Arboç, 4 de março de 1937) é um ex-futebolista espanhol, atuava como goleiro.

## Carreira
Salvador Sadurní fez parte do elenco da Seleção Espanhola de Futebol da Copa do Mundo de 1962. Ele não fez nenhuma partida.